# Masakra w Virginia Tech

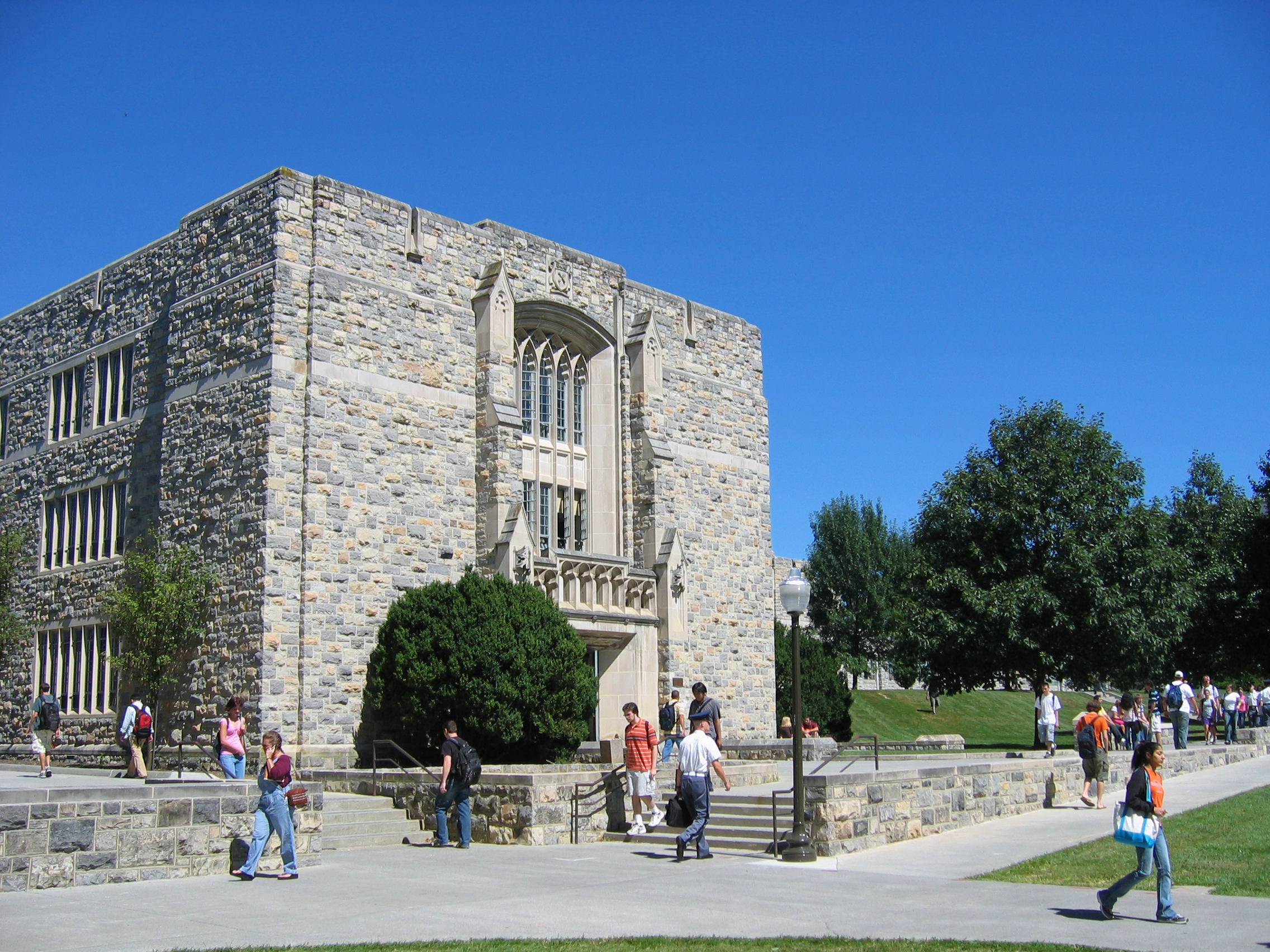
Norris Hall, budynek w którym doszło do drugiej strzelaniny

Masakra w Virginia Tech – strzelanina, która miała miejsce 16 kwietnia 2007, na którą składały się dwie strzelaniny na Virginia Polytechnic Institute and State University w Blacksburgu, w stanie Wirginia w Stanach Zjednoczonych. Cho Seung-hui, student literatury angielskiej na uniwersytecie i obywatel USA południowokoreańskiego pochodzenia, zabił 32 osoby i ranił 17 innych przy użyciu dwóch półautomatycznych pistoletów. W dodatku oprócz 17 osób bezpośrednio ranionych przez sprawcę, jeszcze 6 innych doznało obrażeń wyskakując z okien w próbie ucieczki przed sprawcą, podnosząc liczbę rannych do 23 osób.

## Przebieg
Pierwsza strzelanina miała miejsce w West Ambler Johnston Hall, akademiku, w którym zginęły dwie osoby; kulminacyjnym atakiem była strzelanina szkolna w Norris Hall, budynku z klasami, kiedy Cho skuł łańcuchem drzwi wejściowe i wystrzeliwał we wnętrzu czterech klas i na klatce schodowej, zabijając w ten sposób 30 następnych osób. Po tym kiedy policja dokonała szturmu na Norris Hall, Cho śmiertelnie postrzelił się w głowę przy użyciu pistoletu. W strzelaninach zginęły łącznie 33 osoby (w tym sprawca strzelaniny, student Cho Seung-hui, który popełnił samobójstwo). Przewyższyła ona pod względem liczby zabitych masakrę w Killeen w stanie Teksas, do której doszło w kafeterii sieci Luby’s w 1991 roku kiedy było 24 zabitych, i jest najkrwawszą strzelaniną szkolną w historii USA i trzecim największym atakiem szaleńca z bronią w historii USA. Była też najkrwawszą strzelaniną w szkole popełnioną przez jedną osobę aż do 2022 roku gdy doszło do strzelaniny w przedszkolu w Nong Bua Lamphu w Tajlandii, gdy zginęło 37 osób.

## Sprawca
Cho wcześniej został zdiagnozowany z zaburzeniami psychicznymi jak mutyzm wybiórczy czy poważne zaburzenia depresyjne. Podczas kiedy uczęszczał do gimnazjum i liceum, otrzymywał terapię i specjalną edukację. Po ukończeniu liceum, Cho zapisał się na uczelnię Virginia Tech. Z powodu prawa do prywatności, wcześniejsze szkoły nie powiadomiły uniwersytetu o diagnozach i charakterze sprawcy. W 2005 roku sprawca został oskarżony o stalkowanie dwóch studentek. Po śledztwie w tej sprawie, uniwersytet uznał go za osobę z poważnymi zaburzeniami psychicznymi i nakazał mu leczenie; jednakże nie umieszczono go w placówce psychiatrycznej i nie uniemożliwiono mu zakupu broni palnej. Po tych wydarzeniach stan Wirginia bardzo zaostrzył prawo dotyczące posiadania broni palnej w tym stanie.

## Reakcje
Ataki przyciągnęły uwagę na całym świecie i sprowokowały duże zainteresowanie i kontrowersje wokół kultury broni w Stanach Zjednoczonych. Wywołała debatę na temat przemocy z bronią, prawa dostępu do broni w USA, luki w systemie amerykańskim odnośnie do sprawdzania przeszłości nabywców broni i leczenia zdrowia psychicznego, stanu umysłu sprawcy, odpowiedzialności administracji szkoły, prawa do prywatności, etyki dziennikarskiej i innych problemów. Media pokazujące manifest sprawcy były później szeroko krytykowane przez rodziny zabitych, policję z Virginia Tech i Amerykańskie Towarzystwo Psychiatryczne.
Masakra w Virginia Tech porównywana jest do wydarzeń w Columbine (1999 rok, 15 osób zabitych razem ze sprawcami) oraz w University of Texas (1966 rok, 16 zabitych). Do roku 2011 kiedy doszło do zamachów w Norwegii, masakra ta była drugim pod względem liczby ofiar wydarzeniem tego rodzaju na świecie (pierwszym była Masakra w Port Arthur), a w samym USA do roku 2016, kiedy miała miejsce strzelanina w klubie nocnym w Orlando; po ataku fala krytyki zalała policję kampusową i administratorów Virginia Tech, którzy mogli zapobiec dalszej tragedii, po pierwszym z ataków, ale nie zamknęli terenu uczelni co umożliwiło sprawcy wejście na kampus i dokonanie drugiego z zamachów. Kilka miesięcy po masakrze opublikowano oficjalny raport w sprawie tej strzelaniny.

## Chronologia wydarzeń

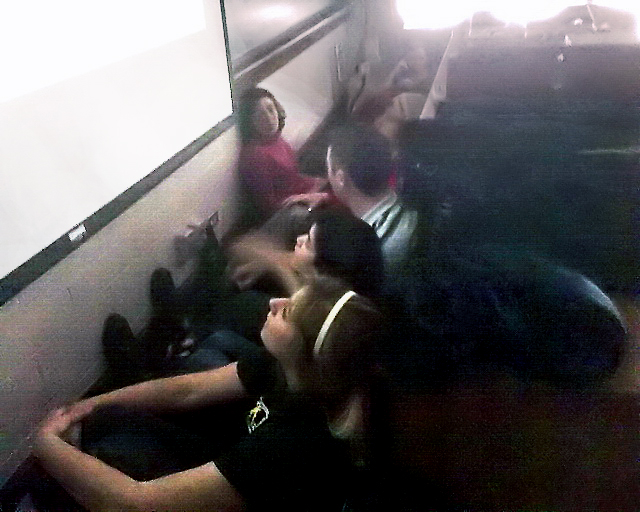
Uczniowie podczas strzelaniny

Godziny według czasu lokalnego (North American Eastern Time Zone – UTC-4)
Piątek, 9 lutego 2007
- Cho kupił pierwszy pistolet Walther P22 w lombardzie J-N-D Pawnbrokers w Blacksburgu[11].

Wtorek, 13 marca 2007
- Cho zakupił dziewięciomilimetrowy Glock 19 z piętnastonabojowym magazynkiem[12][13] w sklepie Roanoke Firearms[14].

Poniedziałek, 2 kwietnia 2007
- Anonimowy telefon z informacją o podłożeniu bomby w Torgersen Hall. Sprawca wciąż pozostaje niezidentyfikowany[15].

Piątek, 13 kwietnia 2007
- Kolejne anonimowe telefony z informacjami o podłożeniu bomb w Torgersen Hall, Durham Hall i Whittemore Hall[15]. Dodatkowe ostrzeżenie o podłożeniu bomby znaleziono na piśmie w miejscu masakry w Norris Hall (politechnika)[16]. Szef policji z Virginia Tech Wendell Flinchum stwierdził w oświadczeniu, że nie należy zawiadomień o podłożeniu bomby łączyć z nieszczęściem, które wydarzyło się z 16 kwietnia[17]. Pomimo tego pisemne ostrzeżenie przed bombami, podobne do jednego z tych, które usłyszano przez telefon, znaleziono później w pokoju Cho[18].

Poniedziałek, 16 kwietnia
- 7:15 – Zgłoszenie telefoniczne na posterunku policji w Virginia Tech o strzelaninie w West Ambler Johnston Hall[19]. Jedna osoba została zabita[20], druga została postrzelona[21]. Zmarła później.
- 7:30 – Policjanci z departamentu kryminalnego w Virginia Tech i Blacksburg badali sprawę dotyczącą dwóch zabójstw. Przesłuchano Heathera Haugha i Karla Thornhilla, przyjaciół studentki Emily Hilscher[22]. Tymczasem Cho wrócił do bursy, by zmienić magazynek i zostawić „pisemne przesłanie”[23].
- 8:00 – Początek zajęć na uczelni.
- 8:25 – Władze Virginia Tech spotkały się, by ustalić, w jaki sposób poinformować studentów o zabójstwie w West Ambler Johnston Hall. W tym czasie policja zatrzymała podejrzanego, który używał samochodu spoza kampusu uniwersyteckiego, żeby go przesłuchać.
- 9:00 – Władze Virginia Tech skupiły się na wynikach trwającego śledztwa, dotyczącego zabójstwa w West Ambler Johnston Hall.
- 9:01 – Cho nadaje przesyłkę do NBC zawierającą nagrania wideo, zdjęcia oraz swój „manifest”[24].
- 9:05 – Cho był widziany w Norris Hall, budynku politechniki. Łańcuchem skuł od środka drzwi wejściowe.
- 9:26 – Do dyrekcji kampusu, uniwersytetu i studentów wysłany zostaje oficjalny e-mail, informujący o strzałach na terenie kampusu. Dotyczył pierwszych strzałów w bursie[25].
- 9:45 – Studenci z Norris Hall zadzwonili na policję, informując o kolejnych strzałach. Cho zabił ponad trzydzieści osób, zanim wystrzelił do samego siebie. Policja wyważyła zabarykadowane drzwi. Morderca już wtedy nie żył.
- 9:50 – Drugi oficjalny e-mail: Uzbrojony osobnik przebywa na terenie kampusu uniwersyteckiego. Zostańcie w budynkach, aż do odwołania. Nie podchodzić do okien. Został wysłany do wszystkich używających oficjalnych adresów uniwersytetu w Virginia Tech. Podobny komunikat nadano przez uniwersytecką radiostację.
- 10:17 – Trzeci oficjalny e-mail nakazał pozostanie w miejscach, w których adresaci się znajdowali[26].
- 10:52 – Czwarty e-mail zawiadamiał o wielu ofiarach w Norris Hall. Podano również informację o zatrzymaniu przestępcy i poszukiwaniach przypuszczalnego wspólnika. Wejścia do budynków uniwersyteckich były pozamykane[27].
- 12:00 – W czasie konferencji prasowej poinformowano o prawdopodobnych 21 ofiarach śmiertelnych i 28 rannych[28].
- 12:42 – Rektor uniwersytetu Charles Steger podał do wiadomości, że policja wypuszcza studentów i wykładowców z budynków. Otwarto doraźne punkty dla potrzebujących porady psychologa.
- 16:01 – Prezydent Bush wypowiedział się w oficjalnym przemówieniu na temat masakry w Virginia Tech.[29]
- 19:30 – Oficjalne oświadczenie dotyczące liczby ofiar śmiertelnych. Zginęło 31 osób razem z zamachowcem. (mp3)

Wtorek, 17 kwietnia
- 9:15 – Policja opublikowała imię i nazwisko zamachowca – Cho Seung-Hui. Potwierdzono liczbę ofiar – 33 osoby.
- 9:30 – Władze uniwersytetu w Virginia Tech odwołały wykłady do końca tygodnia, by umożliwić studentom konsultacje z psychologami i służbami medycznymi.
- 14:00 – Zwołano specjalne zgromadzenie wspólnoty akademickiej w Cassell Coliseum. Przemawiali: odpowiedzialna za sprawy studenckie w uniwersytecie w Virginia Tech Zenobia L. Hikes, rektor Charles W. Steger, gubernator stanu Wirginia Tim Kaine (wrócił specjalnie z Japonii), prezydent George W. Bush z małżonką. O zabranie głosu poproszono również lokalnych przywódców religijnych oraz duchownych (reprezentanci wspólnoty chrześcijańskiej, muzułmańskiej, żydowskiej oraz buddyjskiej). Na końcu przemówili: dziekan dr Mark G. McNamee, przedstawiciel studentów Tom Brown, psycholog dr Christopher Flynn oraz poeta prof. Nikki Giovanni.
- 20:00 – Czuwanie ze świecami na uniwersyteckim polu marsowym[30].

Środa, 18 kwietnia

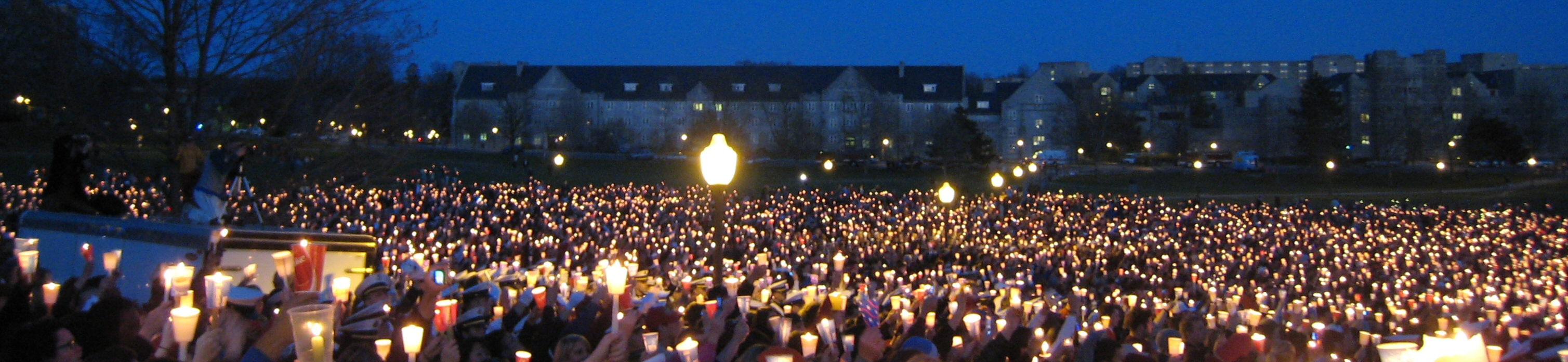
Żałobne czuwanie przy świecach w kampusie uniwersyteckim w Virginia Tech

- 8:25 – Funkcjonariusze SWAT-u zajęli Burruss Hall, budynek znajdujący się w pobliżu Norris Hall. Nie informowano o celu ich interwencji. Przedstawiciele władz miasta poinformowali tylko, iż była to odpowiedź na zaistniałe „podejrzane okoliczności”[31].
- 9:00 – Na stronie internetowej Virginia Tech zamieszczono informację dotyczącą interwencji SWAT-u. Miała być ona spowodowana ostrzeżeniem o przygotowywanym zamachu bombowym na rektora uniwersytetu Charlsa Stegera. Policja zdecydowała się na ochronę profesora. Wzrost liczby policjantów spowodował podejrzenia dotyczące przypuszczalnej obecności drugiego zamachowca w budynku Buruss Hall. Policja natychmiast poinformowała opinię publiczną, iż nie znaleziono żadnej uzbrojonej osoby. Przedstawiciel policji W. R. Flinchum powiedział: Podejrzenia tego typu są sprawą naturalną, w sytuacji, jaką przeżywamy w kampusie w Virginia Tech w tych ostatnich 48 godzinach. Tylko to jest powodem licznej obecności policji.
- 16:37 – Przedstawiciele policji poinformowali, iż amerykańska telewizja NBC otrzymała przesyłkę od Cho, w której znaleziono jego zdjęcia z pistoletem, zapiski oraz nagranie na kasecie magnetofonowej i filmy. Przesyłka trafiła do FBI. Stempel pocztowy sugeruje, iż paczka została wysłana pomiędzy atakiem w West Ambler Johnson Hall i tym z Norris Hall[32].

## Ofiary masakry

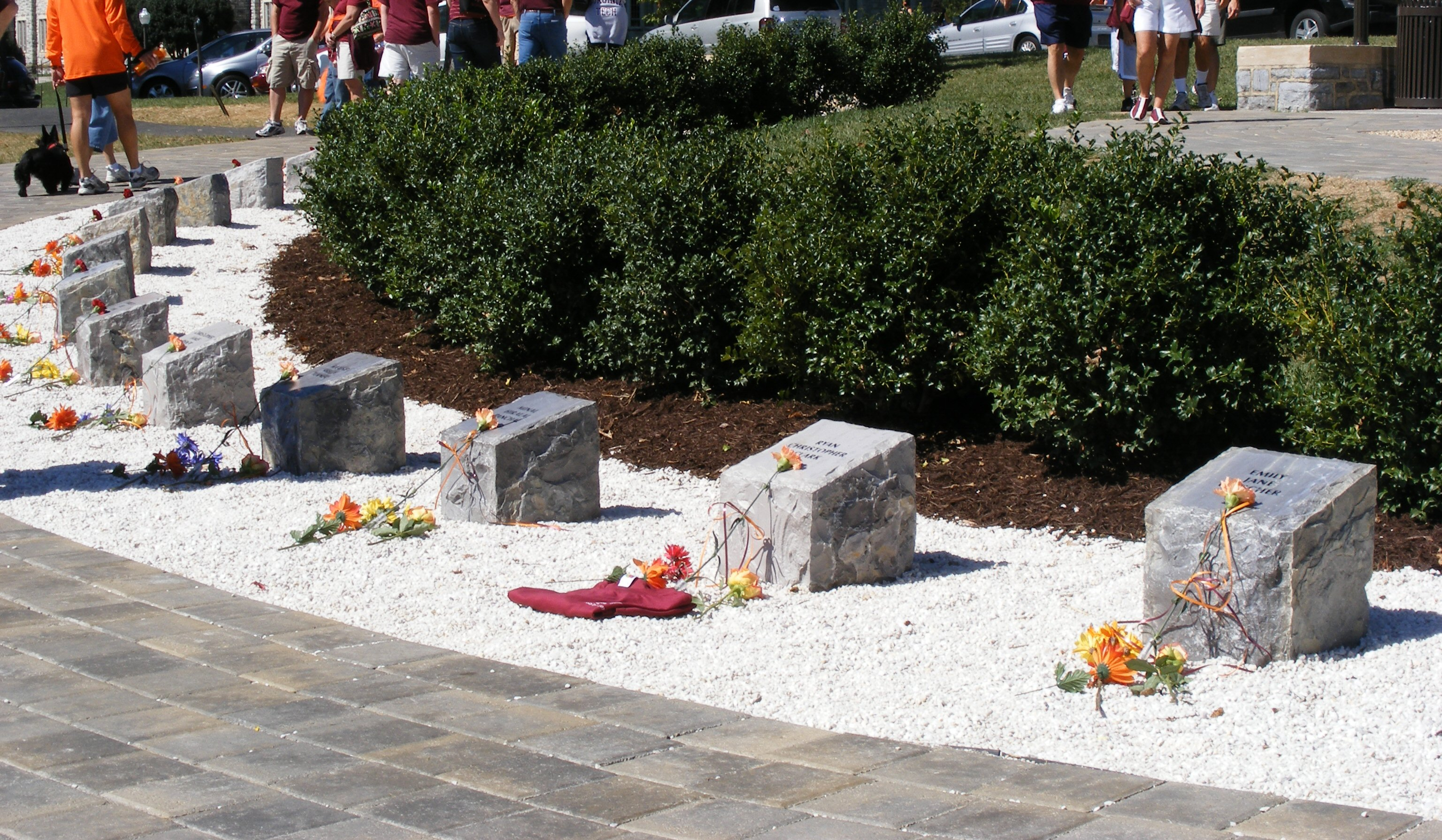
Pomnik ku czci ofiar strzelaniny

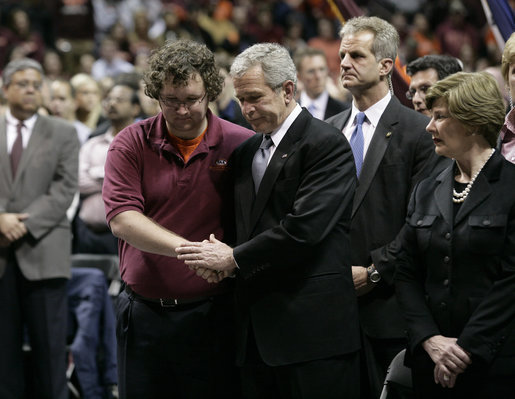
Prezydent George W. Bush uczestniczy w nabożeństwie ku czci studentów, wykładowców i pracowników, którzy zginęli lub zostali ranni w masakrze.

Uwaga: Lista jest niepełna i dotyczy tylko tych ofiar, które ujawniły media.

### Pierwsza strzelanina w West Amber Jonhston Hall
- Emily Hilscher
- Ryan Clark

### Druga strzelanina na wydziale inżynierii Norris Hall
- Studenci:
  - Ross Abdallah Alameddine
  - Brian Bluhm
  - Austin Cloyd
  - Matthew Gwaltney
  - Caitlin Hammaren
  - Jeremy Herbstritt
  - Rachael Elizabeth Hill
  - Matthew La Porte
  - Jarrett Lane
  - Henry Ly
  - Partahi Lombantoruan
  - Minal Panchal
  - Daniel Patrick O’Neil
  - Juan Ramon Ortiz
  - Daniel Pérez Cueva
  - Erin Peterson
  - Julia Pryde
  - Mary Karen Read
  - Reema Joseph Samaha
  - Leslie Sherman
  - Maxine Turner
  - Lauren McCain
  - Nicole White

- Wykładowcy:
  - Christopher Jamie Bishop
  - Kevin Granata
  - Liviu Librescu
  - G.V. Loganathan
  - Jocelyn Couture Nowak